# Загородный (Ивановская область)
Загородный — село в Гаврилово-Посадском районе Ивановской области, входит в Гаврилово-Посадское городское поселение.

## История
В 1981 году Указом Президиума Верховного Совета РСФСР поселок 3-го участка совхоза «Гаврилово-Посадский» переименован в Загородный.

## Население
| 2010 |
| ---- |
| 245  |

## Инфраструктура
В советское время действовал совхоз «Гаврилово-Посадский».